# Hasan Pir-Nia
Hasan Pir-Nia (persiska: حسن پیرنیا) född 1871 i Nain, Iran, död 20 november 1935) i Teheran, var en iransk politiker, ämbetsman och historiker som innehade totalt tjugofyra poster under sin politiska karriär, fyra gånger som premiärminister i Iran. 

## Karriär
Hasan Pir-Nia började sin politiska karriär som Irans ambassadör till Ryssland. Han grundade 1899 "Teherans skola för juridik och statsvetenskap" som senare blev Teherans universitets fakultet för juridik och statsvetenskap. 1907 mottog han den brittiska Sankt Mikaels och Sankt Georgsorden.
Hasan Pir-Nia var medlem i Irans första högerparti Ejtemāiyun-e etedāliyun (Moderata socialister), som även lockade till sig Abdol-Hosein Farman Farma, Mohammad Mosaddegh och Ali Akbar Dehkhoda. Pir-Nia tjänstgjorde först som justitieminister och blev premiärminister för första gången 1915 under qajaren Ahmad Shah Mirza. Han blev återvald till ämbetet som premiärminister 1920,  1922 och 1923. Under sin sista period som premiärminister utsåg Pir-Nia Mohammad Mosaddegh till sin utrikesminister och behöll Reza Khan som sin krigsminister. Reza Khan blev sedermera landets shah.
Hasan Pir-Nia var son till Mirza Nasrollah Khan, Irans förste premiärminister, och bror till politikern Hosein Pir-Nia.

## Historiker
Hasan Pir-Nia var historiker och författare till flera verk i ämnet. Han är mest berömd för sin bok Tārikh-e Irān-e Bāstān (Antikens Irans historia). 
Han grundade också av landets kulturarvsorganisation "Society for the National Heritage of Iran" tillsammans med Mohammad Ali Foroughi.